# Joseph Stella

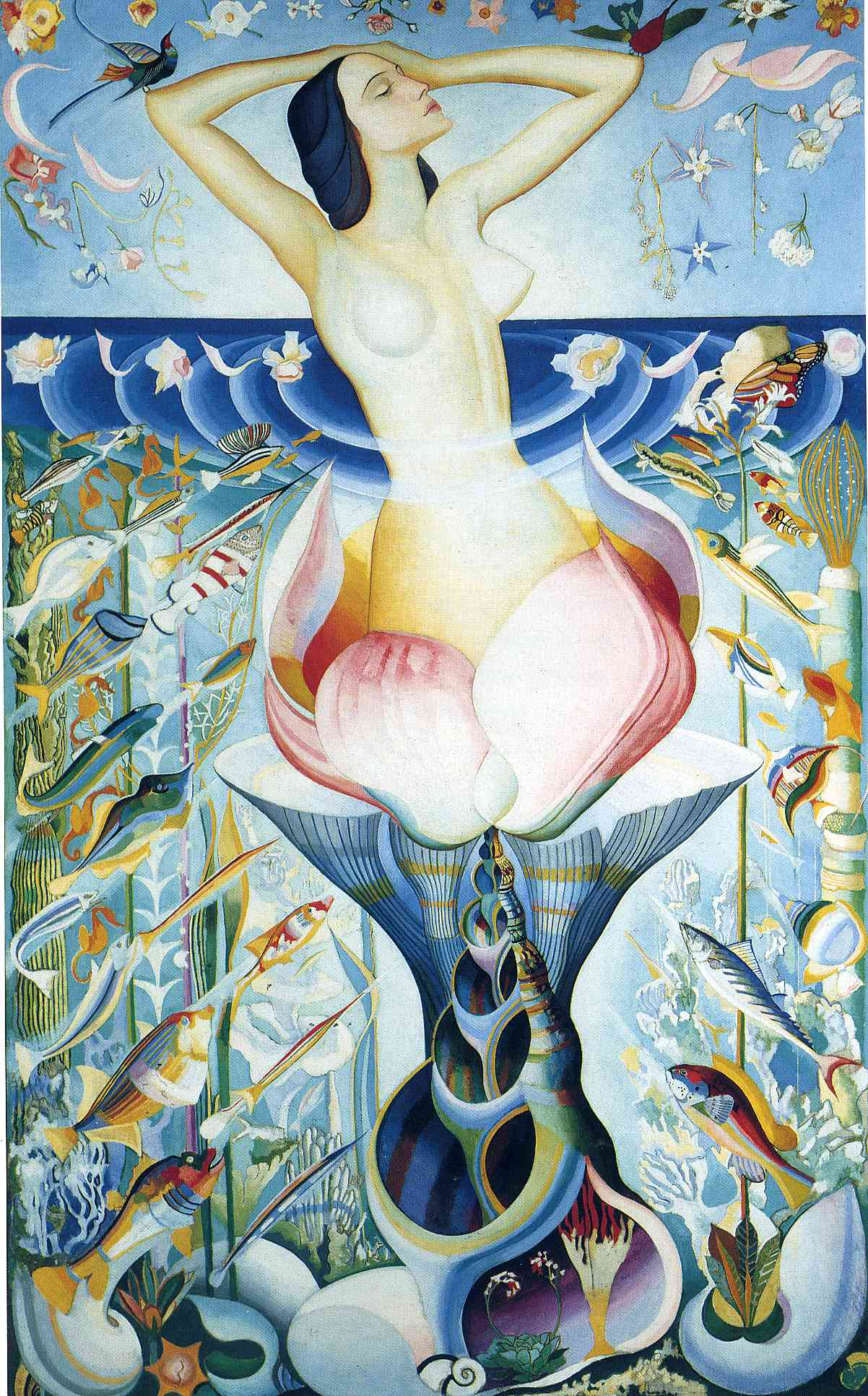
Narodziny Wenus

Joseph Stella (ur. 13 czerwca 1877 w Muro Lucano, zm. 5 stycznia 1946 w Nowym Jorku) – amerykański malarz pochodzenia włoskiego, przedstawiciel futuryzmu.

## Życiorys
Urodzony we Włoszech, przyjechał w 1896 do Nowego Jorku, by studiować medycynę i farmację. W 1897 zaczął malować i podjął studia w Art Students League of New York, a potem w New York School of Art, pod okiem Williama Chase’a. Jego pierwsze obrazy przedstawiały sceny z życia w najbiedniejszych dzielnicach Nowego Jorku. Został upoważniony do wydania seryjnej publikacji „Ogólny przekrój Pittsburgha”.
Po powrocie do Europy w 1909 po raz pierwszy zetknął się z modernizmem, co pozwoliło mu na uformowanie własnego stylu. Przebywał we Włoszech oraz w Paryżu, gdzie poznał Henri Matisse’a, Pabla Picassa, a także futurystów włoskich Umberto Boccioniego, Carlo Carrà i Gino Severiniego.
Do Nowego Jorku powrócił w 1913, wtedy też namalował Bitwę świetlną, Mardi Gras i Wyspę Coney, które są uważane za pierwsze amerykańskie obrazy zaliczane do futuryzmu. W 1923 otrzymał obywatelstwo amerykańskie.

Zasłynął obrazem New York Interpreted, pięciotablicowym dziełem wzorowanym na obrazach ołtarzowych, przedstawiającym mosty i drapacze chmur. Dzieło było odzwierciedleniem częstego wówczas przekonania, że w nowoczesnym społeczeństwie przemysł wyprze religię. Stella powiedział: 

Widziałem przyszłość i jest ona dobra. Zmieciemy stare religie i zaczniemy od nowa.

## Wybrane dzieła
- Plantacje produktów
- Most Brookliński
- Amerykański wół
- Bitwa świetlna
- Mardi Gras
- Wyspa Coney